# Beaumont-en-Cambrésis
Beaumont-en-Cambrésis är en kommun i departementet Nord i regionen Hauts-de-France i norra Frankrike. Kommunen ligger i kantonen Le Cateau-Cambrésis som tillhör arrondissementet Cambrai. År 2022 hade Beaumont-en-Cambrésis 457 invånare.

## Befolkningsutveckling
Antalet invånare i kommunen Beaumont-en-Cambrésis
| Referens: INSEE |